# Cinnyris notatus
Cinnyris notatus là một loài chim trong họ Nectariniidae.